# شاخص کارداشیان
شاخص کارداشیان (K-Index) که بر پایه شخصیت رسانه‌ای کیم کارداشیان نامگذاری شده‌است، شاخصی هجوآمیز از تفاضل میان محبوبیت یک دانشمند در رسانه‌های اجتماعی و پیشینه پژوهش‌های علمی او است. این معیار که توسط نیل هال در سال ۲۰۱۴ پیشنهاد شده، شمار دنبال‌کنندگانی که یک پژوهشگر در توییتر دارد با شمار استنادهایی که برای مقالات بررسی‌شده‌شان دارند، مقایسه می‌کند.

## تعریف
رابطه بین تعداد مورد انتظار دنبال کنندگان توییتر {\displaystyle F} با توجه به تعداد استنادات {\displaystyle C} شرح داده شده‌است
{\displaystyle F(C)=43.3\,C^{0.32},}
که از حساب‌های توییتر و تعداد استنادهای «انتخاب تصادفی ۴۰ دانشمند» در سال ۲۰۱۴ مشتق شده‌است بنا بر این شاخص کارداشیان به این شرح محاسبه می‌شود:{\displaystyle {\text{K-index}}={\frac {F_{a}}{F(C)}},}که {\displaystyle F_{a}} تعداد دنبال‌کنندگان توییتر محقق {\displaystyle X} و {\displaystyle F(C)}  عددی است که محقق با توجه به استنادات خود باید داشته باشد.

## تفسیر
شاخص K بالا نشان دهنده شهرت علمی بیش از حد است، در حالی که شاخص K پایین نشان می‌دهد که یک دانشمند کمتر از میزان شایستگی خود شهرت دارد. به گفته نویسنده هال، محققانی که شاخص K آنها بالاتر از ۵ است را می‌توان «کارداشیان علم» در نظر گرفت.

## واکنش‌ها
بسیاری از شاخص‌های هجو بهره‌وری علمی بلافاصله پس از انتشار مقاله K-Index ارائه شد. شاخص تسلا انزوای اجتماعی دانشمندان را نسبت به بهره‌وری آنها اندازه‌گیری می‌کند که به افتخار نیکولا تسلا نامگذاری شده‌است، شخصی که کارش بسیار تأثیرگذار بوده، در حالی که یک منزوی اجتماعی باقی ماند. مردم پیشنهاداتی را با هشتگ #alternatesciencemetrics توییت کردند.